# Championnats de France de cyclisme sur piste 2013
Les championnats de France de cyclisme sur piste 2013 se déroulent en février sur le vélodrome couvert régional Jean Stablinski de Roubaix et en juillet sur le vélodrome de Toulon-Provence-Méditerranée de Hyères.

## Résultats

### Hommes
| Compétitions          | Or                                                                         | Argent                                                                  | Bronze                                                                |
| --------------------- | -------------------------------------------------------------------------- | ----------------------------------------------------------------------- | --------------------------------------------------------------------- |
| Épreuves élites       |                                                                            |                                                                         |                                                                       |
| Kilomètre             | François Pervis                                                            | Michaël D'Almeida                                                       | Quentin Lafargue                                                      |
| Keirin                | Quentin Lafargue                                                           | François Pervis                                                         | Michaël D'Almeida                                                     |
| Vitesse               | François Pervis                                                            | Quentin Lafargue                                                        | Charlie Conord                                                        |
| Vitesse par équipes   | Île-de-France Killian Evenot Maxime Vienne Melvin Landerneau               | Aquitaine Clément Barbeau Benjamin Gil Antoine Bouveret                 | Provence-Alpes-Côte d'Azur Axel Evengue Enzo Ceausu Thomas Copponi    |
| Poursuite             | Julien Duval                                                               | Julien Morice                                                           | Thomas Boudat                                                         |
| Poursuite par équipes | Pays de la Loire Thomas Boudat Julien Morice Romain Cardis Maxime Piveteau | Normandie Julien Duval Kévin Lesellier Alexandre Lemair Vincent Lassale | Picardie Benoît Daeninck Félix Pouilly Marc Fournier Jean Leseche     |
| Américaine            | Roubaix Lille Métropole Julien Duval Morgan Kneisky                        | Aquitaine Vivien Brisse Yoän Vérardo                                    | Île-de-France Romain Le Roux Dany Maffeïs                             |
| Course aux points     | Thomas Boudat                                                              | Pierre-Luc Périchon                                                     | Benoît Daeninck                                                       |
| Scratch               | Kévin Lesellier                                                            | Thomas Boudat                                                           | Vivien Brisse                                                         |
| Omnium                | Thomas Boudat                                                              | Vivien Brisse                                                           | Julien Duval                                                          |
| Épreuves juniors      |                                                                            |                                                                         |                                                                       |
| Kilomètre             | Thomas Copponi                                                             | Killian Evenot                                                          | Benjamin Gil                                                          |
| Keirin                | Benjamin Gil                                                               | Thomas Copponi                                                          | Killian Evenot                                                        |
| Vitesse               | Thomas Copponi                                                             | Benjamin Gil                                                            | Killian Evenot                                                        |
| Poursuite             | Corentin Ermenault                                                         | Clément Barbeau                                                         | Vincent Ginelli                                                       |
| Poursuite par équipes | Normandie Lucas Destang Florian Leroyer Jordan Levasseur Damien Touzé      | Aquitaine Clément Barbeau Roman Kohl Mathias Le Turnier Rémi Vérardo    | Picardie Corentin Ermenault Yoann Moreau Vincent Ginelli Adrien Garel |
| Course aux points     | Lucas Destang                                                              | Clément Barbeau                                                         | Benjamin Thomas                                                       |
| Américaine            | Normandie Lucas Destang Damien Touzé                                       | Rhône-Alpes Louis Pijourlet Julien Ruffinengo                           | Midi-Pyrénées Mathieu Arseguel Benjamin Thomas                        |

### Femmes
| Compétitions          | Or                                                              | Argent                                            | Bronze                                                     |
| --------------------- | --------------------------------------------------------------- | ------------------------------------------------- | ---------------------------------------------------------- |
| Épreuves élites       |                                                                 |                                                   |                                                            |
| 500 mètres            | Sandie Clair                                                    | Virginie Cueff                                    | Olivia Montauban                                           |
| Keirin                | Olivia Montauban                                                | Sandie Clair                                      | Clara Sanchez                                              |
| Vitesse               | Virginie Cueff                                                  | Olivia Montauban                                  | Sandie Clair                                               |
| Vitesse par équipes   | Île-de-France Sandie Clair Roxane Fournier                      | Région Centre Marie Dufour Mélissandre Pain       | Bretagne Mélissa Bourhis Laudine Genée                     |
| Poursuite             | Pascale Jeuland                                                 | Fiona Dutriaux                                    | Audrey Cordon                                              |
| Poursuite par équipes | Vienne Futuroscope Audrey Cordon Fiona Dutriaux Pascale Jeuland | Bretagne Aude Biannic Hélène Gérard Laudine Genée | Rhône-Alpes Sophie Creux Fanny Zambon Claire-Lise Comparat |
| Course aux points     | Coralie Demay                                                   | Audrey Cordon                                     | Laurie Berthon                                             |
| Scratch               | Laurie Berthon                                                  | Roxane Fournier                                   | Steffi Jamoneau                                            |
| Omnium                | Laurie Berthon                                                  | Eugénie Duval                                     | Élise Delzenne                                             |
| Épreuves juniors      |                                                                 |                                                   |                                                            |
| 500 m                 | Mélissandre Pain                                                | Soline Lamboley                                   | Claire Lise Comparat                                       |
| Vitesse               | Mélissandre Pain                                                | Soline Lamboley                                   | Mélanie Guedon                                             |
| Poursuite             | Hélène Gerard                                                   | Manon Bourdiaux                                   | Margot Dutour                                              |
| Course aux points     | Soline Lamboley                                                 | Mélanie Guedon                                    | Manon Bourdiaux                                            |